# 취리히 비디콘역
취리히 비디콘역(독일어: Bahnhof Zürich Wiedikon)은 스위스 취리히 서부의 비디콘에 있는 취리히 S-반 철도역이다. 리셉션 건물이 독일에서 라이터반호프라고 불리는 철로를 가로지르는 다리처럼 위치한 스위스의 유일한 기차역이다. 이 역은 남쪽 및 남동쪽 방향에서 도시로 접근하는 취리히호 좌안선의 S-반 열차가 운행된다. 인터시티 기차와 가속된 S25 노선이 2003년부터 치머베르크 베이스 터널을 통해 역을 우회한다.

## 역사
최초의 비디콘역은 1875년 취리히호 좌안선이 개통되면서 문을 열었다. 이 지역을 통과하는 노선의 원래 경로는 현재 선형과 다르며, 대부분 도로 수준에 있었고, 많은 수평 교차점이 있었으며, 기존 역의 동쪽으로 즉시 통과했다.
현재 역은 1925년에서 1927년 사이에 건설되었으며, 그때 선로가 서쪽으로 경로가 변경되어 더 많은 터널링이 있는 낮은 해발의 선형을 사용했다. 건축가는 헤르만 헤르터였다.

## 운행
남북쪽 모두 역으로 가는 철도 접근은 지면보다 낮아 북쪽으로 절단되어 있고, 848m의 울름베르크 터널이 남쪽에 있다. 질탈 취리히 위틀리베르크 철도의 기스휘벨역으로 연결되는 연결선은 역의 남쪽 끝에서 분기되며, 역시 터널이다.
역에는 3개의 선로와 3개의 플랫폼이 있다. 모든 플랫폼은 취리히 호수선의 양방향 열차로 사용할 수 있지만, 기스휘벨 연결 열차는 가장 서쪽에만 접근할 수 있다.

## 운행편
이 역은 취리히 S-반의 S2, S8, S24 노선이 운행된다.
- S2 : 취리히 공항과 치겔브뤼케 사이를 30분마다 운행, 주말에는 기차가 치겔브뤼케에서 운터테르첸까지 연장 운행
- S8 : 빈터투어와 페피콘 SZ 사이를 30분 간격으로 운행한다.
- S24 :빈터투어와 추크 사이를 30분마다 운행; 기차는 빈터투어에서 타잉엔 또는 바인펠덴까지 운행

취리히 트램 노선 9와 14의 정류장이 역에 인접해 있으며, 시내버스 67 및 76과 지역버스 노선 215, 220, 235, 245 및 350이 있다.